# Otar Gabelia
Otar Gabelia (Georgisch: ოთარ გაბელია) (Zoegdidi, 24 maart 1953) is een Georgisch voetbaltrainer en voormalig voetballer. Hij begon zijn carrière bij Dinamo Zoegdidi in 1970 en stopte met voetballen in 1990. Gabelia werd in 2009 coach van het Georgisch voetbalelftal onder 21.

## Titels
- Voetbalkampioenschap van de Sovjet-Unie winnaar: 1978
- Beker van de Sovjet-Unie winnaar: 1979
- Europacup II winnaar: 1981
- Sovjet doelman van het jaar: 1979